# Jay Stacy
Jay Jason Stacy (Melbourne, 9 augustus 1968) is een voormalig Australisch hockeyer.
Stacy was als middenvelder actief voor de Australische hockeyploeg bij vier Olympische Spelen (1988, 1992, 1996 en 2000). Ook speelde de middenvelder in de Nederlandse Hoofdklasse voor Oranje Zwart, waarmee hij in 2005 landskampioen werd. In 1999 werd Stacy uitgeroepen tot World Hockey Player of the Year. Hij was met 269 caps jarenlang recordinternational van zijn vaderland Australië.

## Erelijst
- 1990 –  Champions Trophy in Melbourne
- 1992 –  Olympische Spelen in Barcelona
- 1996 –  Olympische Spelen in Atlanta
- 1999 –  Champions Trophy in Brisbane
- 2000 –  Olympische Spelen in Sydney

## Onderscheidingen
- 1999 – FIH World Player of the Year